# Zos Kia
Zos Kia (auch Zoskia oder Zos-Kia geschrieben) war eine britische Industrial-Band der frühen 1980er Jahre. Sie wurde gegründet von John Gosling, John Balance und Min Kent, später stieß auch der zuvor bei Throbbing Gristle tätige Peter Christopherson hinzu, häufig beteiligten sich Gastmusiker. Die Band gründete sich im Umfeld der frühen Psychic TV. Sie war anfangs eng mit der Band Coil verbunden und bestritt 1982/1983 Konzerte unter wechselnden Namen, teils dokumentiert auf dem Split-Album Transparent. Der Name Zos Kia leitet sich ab vom Zos Kia Cultus, einem magischen Begriff des Briten Austin Osman Spare.
1983 beschlossen Balance und Christopherson, sich auf Coil allein zu konzentrieren. Das nachfolgende Material entstand fast allein durch John Gosling, nach einigen Singles und Maxi-Singles 1984 und 1985 folgten aber mit Ausnahme einer Techno-Maxi mit Sugardog 1987 keine weiteren Veröffentlichungen mehr unter dem Namen Zos Kia. Gosling arbeitete danach als Sugar J und Mekon erfolgreich im Dancefloor-Bereich.

## Diskografie
- Transparent, Split-Album mit Coil, (1984)
- Rape/Thank You, 7″ (1984)
- Be Like Me, 12″ (1985)
- Rape, 12″ (1985)
- That’s Heavy Baby (mit Sugardog), 7″/12″ (1987)